# Esepo
Esepo (in greco antico: Αἴσηπος?, Áisēpos) è un personaggio della mitologia greca. Fu un guerriero troiano.

## Genealogia
Era uno dei due figli gemelli di Bucolione e della ninfa naiade Abarbarea.
Non ci sono notizie su spose o progenie.

## Mitologia
Partecipò alla guerra di Troia schierato dalla parte dei Troiani e venne ucciso in battaglia da Eurialo assieme al gemello Pedaso.
La popolazione del luogo, situato alle falde del monte Ida, aveva prestato aiuto a Priamo, sotto il comando di Pandaro.
Esepo era anche il nome di un fiume della Troade; anche il fratello Pedaso aveva un corrispettivo nel nome di un fiume, dunque Eurialo uccise entrambi gli eponimi.

### Fonti
- Omero, Iliade II 825, IV 91, VI 21, XII 21

### Traduzione delle fonti
- Omero, Iliade, quinta edizione, Bergamo, BUR, 2005, ISBN 88-17-17273-1. Traduzione di Giovanni Cerri